# 1982년 AFC 청소년 축구 선수권 대회
1982년 AFC 청소년 축구 선수권 대회는 1982년 12월 18일부터 12월 22일까지 태국 방콕에서 개최된 22번째 AFC 청소년 축구 선수권 대회이다. 이 대회에서 1, 2위를 차지한 팀은 멕시코에서 열린 1983년 FIFA 세계 청소년 축구 선수권 대회에서 아시아 대표로 참가할 자격을 획득했다.

## 예선
1982년 AFC 청소년 축구 선수권 대회 본선 진출 팀은 다음과 같이 결정되었다.
- 이라크 (예선 1조(서부 지역) 공동 1위)
- 아랍에미리트 (예선 1조(서부 지역) 공동 1위)
- 중화인민공화국 (예선 2조(동부 지역) 1위)
- 대한민국 (예선 2조(동부 지역) 3위)1

1 조선민주주의인민공화국은 원래 예선 2조에서 2위를 차지하여 본선 진출 자격을 획득했다. 그러나 인도 뉴델리에서 열린 1982년 아시안 게임에서 조선민주주의인민공화국 선수단이 쿠웨이트와의 축구 준결승전 경기가 끝난 이후에 심판 판정에 불만을 품고 태국 출신 심판을 폭행한 사건이 벌어졌다. 이에 아시아 축구 연맹(AFC)은 1982년 12월 3일에 인도 뉴델리에서 열린 집행위원회를 통해 조선민주주의인민공화국 축구 협회에 2년 동안 국제 대회 출전을 금지한다고 결정했다. 또한 국제 축구 연맹(FIFA)은 1982년 12월에 열린 집행위원회를 통해 AFC의 결정을 승인하는 한편 심판 폭행 사건을 일으킨 조선민주주의인민공화국 축구 협회 임원을 국제 축구계에서 영구 제명하는 결정을 내렸다. 이에 따라 예선 2조에서 3위를 차지했던 대한민국이 본선 진출 자격을 승계받았다.

## 결선
| 팀             | 경기 | 승 | 무 | 패 | 득 | 실 | 차 | 승점 |
| -------------- | ---- | -- | -- | -- | -- | -- | -- | ---- |
| 대한민국       | 3    | 2  | 1  | 0  | 7  | 2  | +5 | 5    |
| 중화인민공화국 | 3    | 1  | 2  | 0  | 4  | 3  | +1 | 4    |
| 이라크         | 3    | 1  | 0  | 2  | 4  | 5  | -1 | 2    |
| 아랍에미리트   | 3    | 0  | 1  | 2  | 2  | 7  | -5 | 1    |

| 1982년 12월 18일 |     |                |                  |
| ---------------- | --- | -------------- | ---------------- |
| 중화인민공화국   | 2–1 | 이라크         | 국립경기장, 방콕 |
| 1982년 12월 18일 |     |                |                  |
| 아랍에미리트     | 0–4 | 대한민국       | 국립경기장, 방콕 |
| 1982년 12월 20일 |     |                |                  |
| 이라크           | 2–1 | 아랍에미리트   | 국립경기장, 방콕 |
| 1982년 12월 20일 |     |                |                  |
| 대한민국         | 1–1 | 중화인민공화국 | 국립경기장, 방콕 |
| 1982년 12월 22일 |     |                |                  |
| 대한민국         | 2–1 | 이라크         | 국립경기장, 방콕 |
| 1982년 12월 22일 |     |                |                  |
| 중화인민공화국   | 1–1 | 아랍에미리트   | 국립경기장, 방콕 |

## 우승
| 1982년 AFC 청소년 축구 선수권 대회 |
| ---------------------------------- |
| 대한민국 6번째 우승                |

## 1983년 FIFA 세계 청소년 축구 선수권 대회 참가 팀
다음 2개 팀은 멕시코에서 열린 1983년 FIFA 세계 청소년 축구 선수권 대회 참가 자격을 획득했다.
- 대한민국 (1982년 AFC 청소년 축구 선수권 대회 우승)
- 중화인민공화국 (1982년 AFC 청소년 축구 선수권 대회 준우승)